# Espace populations sociétés
La revue Espace populations sociétés est une revue scientifique pluridisciplinaire, internationale et thématique qui publie des articles dans les domaines de la géographie, de la sociologie et de la démographie. Elle est sur les listes de revues référentes de sociologie-démographie et de géographie de l'AERES.

## Présentation
Fondée en 1983 par l'université Lille 1, la revue est accessible en format numérique depuis 2004 sur le portail OpenEdition Journals. Elle s'adresse aux chercheurs et enseignants-chercheurs qui s'intéressent aux mots-clefs qui composent son titre : l'espace, les populations et les sociétés.
Majoritairement en français, les articles peuvent également être publiés en anglais ou en espagnol.
La revue a présenté dès 1988 deux numéraux spéciaux liés aux aspects démographiques et géographiques de la retraite et du vieillissement de la population.